# Chan Vathanaka
Chan Vathanaka (khmer: ចាន់ វឌ្ឍនាកា)  (Kampot Province, 23 de gener de 1994), khmer: ចាន់ វឌ្ឍនាកា AFI [can ʋɔətʰanaːkaː], simplement conegut com a CV11, és un futbolista cambodjà. Ha disputat 39 partits amb la selecció de Cambodja.

## Estadístiques
| Selecció de Cambodja | Selecció de Cambodja | Selecció de Cambodja |
| Anys                 | Partits              | Gols                 |
| -------------------- | -------------------- | -------------------- |
| 2013                 | 2                    | 0                    |
| 2014                 | 6                    | 2                    |
| 2015                 | 6                    | 2                    |
| 2016                 | 14                   | 6                    |
| 2017                 | 9                    | 3                    |
| 2018                 | 2                    | 1                    |
| Total                | 39                   | 14                   |